# ケンタッキーの我が家
ケンタッキーの我が家（英: My Old Kentucky Home）は、スティーブン・フォスター作詞・作曲の歌曲で、アメリカ合衆国ケンタッキー州の州歌として採用されている。日本ケンタッキー・フライド・チキンのCMソングでもある。

## 概要
ケンタッキーの我が家は、1852年に スティーブン・フォスター（Stephen Foster）によって作詞・作曲され、1853年に出版された。1928年3月19日には公式州歌としてケンタッキー州議会により採用される。 州北部の町バーズタウンにあるフォスターの従兄弟で法律家のジョン・ローアンの家が、この「我が家」のモデルといわれる。しかし、フォスターがその時期に彼の家を訪れたという証拠がなく、これを疑問視する声もある。「ケンタッキー」の名称の採用は「故郷の人々（スワニー河）」と同様に語呂の良さで選んだのではないかとする説もある。1852年には、黒人奴隷問題に大きな影響を与えた「アンクル・トムの小屋（Uncle Tom’s Cabin）」が出版されており、作曲の動機になったのではないかとの説も有力である。
この曲は、ケンタッキーダービーの際に毎年伝統的に、ルイビル大学のマーチングバンドの演奏に合わせて歌われる。1982年からはスティーブンフォスターハンデキャップという競馬の競走が行われている。
また、ケンタッキー・フライド・チキンのCMソングとしても有名である。1987年の連続テレビ小説「チョッちゃん」で古村比呂の演じるヒロイン・蝶子（黒柳朝がモデル）が女学校の披露会で歌う歌曲としても知られている。

## 歌詞の変容
オリジナルの歌詞では奴隷プランテーションの描写を含んでいたため、1970年代から歌詞はよく言い換えられた。1986年3月11日に、訪米中の[日本]の生徒集団がケンタッキー州議会を訪れ、オリジナルの歌詞を使って州歌を歌って、黒人議員が憤慨したという事件もあったのは、州議会によって（州歌としては）歌詞の一節の変更が提案されていて、後に成立した。

## 歌詞

### 原詞
The sun shines bright in the old Kentucky home,

Tis summer, the people* are gay;

The corn-top's ripe and the meadow's in the bloom

While the birds make music all the day.

繰り返し：

Weep no more my lady. Oh! Weep no more today!

We will sing one song for my old Kentucky home

For the old Kentucky home, far away.

The young folks roll on the little cabin floor

All merry, all happy and bright;

By'n by hard times comes a knocking at the door

Then my old Kentucky home, Good-night!

* 元の歌詞では「darkies」（黒人への当時の呼称で、現在は差別的とされる）

### 訳詞
懐かしいケンタッキーの家は日差しで明るく輝いている

夏の日、人々は皆、楽しそうにしている

トウモロコシの穂先は熟して、牧草地には花が咲いている

鳥達は一日中音楽を奏で

これ以上泣かないで、私のお嬢さん

おお、今日はもうそれ以上泣かないで

私たちは懐かしいケンタッキーの我が家の為に歌を一曲歌う

遠くへ行ってしまった懐かしいケンタッキーの我が家の為に

子供達は小屋の床を楽しそうに転げ回る

全ては幸福で輝いていた

やがて厳しい時代が来てドアを叩く

懐かしいケンタッキーの我が家、おやすみなさい！

### 日本語版
著作権保護のため、本項には記載しないが、日本語版も存在する。この日本語版は、緒園凉子が作詞し、藤山一郎が歌ったことがある（1954年の「第5回NHK紅白歌合戦」でも歌われた）。（津川主一が作詞したものも存在する。）